# One Step Beyond... (album)
| Recensione       | Giudizio |
| ---------------- | -------- |
| sentireascoltare | (8/10)   |

One Step Beyond... è il primo album dei Madness, pubblicato nel 1979 per l'etichetta discografica Stiff Records.

## Tracce
1. One Step Beyond... (Buster) 2:18 (Prince Buster Cover)
2. My Girl (Barson) 2:44
3. Night Boat to Cairo (Barson, McPherson) 3:31
4. Believe Me (Barson, Hasler) 2:28
5. Land of Hope and Glory (Foreman, Thompson) 2:57
6. The Prince (Thompson) 3:18
7. Tarzan's Nuts (Barson) 2:24
8. In the Middle of the Night (McPherson, Foreman) 3:01
9. Bed and Breakfast Man (Barson) 2:33
10. Razor Blade Alley (Thompson) 2:42
11. Swan Lake (Tchaikovsky) 2:36 (Pëtr Il'ič Čajkovskij Cover)
12. Rockin' in A-flat (Wurlitzer) 2:29 (Bazooka Joe Cover)
13. Mummy's Boy (Bedford) 2:23
14. Madness (Buster) 2:38 (Prince Buster Cover)
15. Chipmunks Are Go! (Smyth) 0:51

## Curiosità
Sul retro di copertina del CD non è riportata la traccia 14. È riportata per ultima col numero 14 Chipmunks Are Go!. L'incisione delle tracce sul CD corrisponde invece all'elenco qui sopra.

## Formazione
- Suggs – voce
- Mike Barson (Monsieur Barso) – tastiere
- Chris Foreman (Chrissie Boy) – chitarra
- Mark Bedford (Bedders) – basso
- Lee "Kix" Thompson – sassofono, cori, voce principale nelle tracce 5 e 10
- Daniel Woodgate (Woody) - batteria, percussioni
- Chas Smash (Cathal Smyth) – cori, battito di piedi, voce principale nelle tracce 1 e 15
- John Hasler - minder